# La gran aventura suïssa
La gran aventura suïssa (originalment en rus, Суворов: Великое путешествие; transcrit com a Suvorov: Velikoie puteixestvie) és una pel·lícula d'animació russa de l'estudi de cinema Soiuzmultfilm, basada en la campanya de l'exèrcit suís sota el comandament d'Aleksandr Suvórov. La pel·lícula es va estrenar als cinemes l'1 de maig de 2022 i el 12 de juny del mateix any es va incorporar al catàleg de la plataforma en línia Okko. El 18 de novembre de 2022 es va estrenar la versió doblada al català als cinemes amb la distribució de Paycom Multimedia.

## Sinopsi
Un jove senzill Grisha, de 16 anys, ha de separar-se de la seva estimada Sonya i emprèn un gran viatge sota les ordres del comandant Aleksandr Suvórov per participar en la campanya suïssa. Creient en ell mateix, en Grisha desafiarà un perillós dolent, serà astut més d'una vegada i trobarà nous amics de veritat. Tot i que la seva petita gesta, rescatarà Suvórov i demostrarà que tothom pot convertir-se en un heroi si l'impulsa l'amor.